# Thomas von Wachenfeldt
Lars Thomas von Wachenfeldt, född 12 september 1979 i Bergsjö församling, Gävleborgs län, är en svensk pedagogisk forskare, musiker, tonsättare och arrangör.

## Biografi
Thomas von Wachenfeldt inledde sin musikbana som gitarrist och sångare i Death/Thrash metal-bandet De Tveksamma. Han kom under tonåren alltmer i kontakt med den svenska folkmusiken och började då spela fiol. Sedermera drogs intresset även mot tidig klassisk musik, varpå han studerade klassisk violin vid Bollnäs folkhögskola och Musikhögskolan Ingesund.
von Wachenfeldt har liksom sin tidiga läromästare O'tôrgs-Kaisa Abrahamsson bedrivit forskning kring folkmusiken i främst Nordanstigs kommun, vilket resulterat i en permanent utställning om spelmän i Nordanstig på Bergsjö hembygdsgård. Han avlade filosofie doktorsexamen i musikpedagogik vid Luleå tekniska universitet 2015. Forskningens tyngdpunkt har varit musikteoretisk och främst berört interpretation, tematik och icke-informellt lärande. von Wachenfeldt är efter examen anställd som universitetslektor i musik vid Högskolan Dalarna och Umeå universitet.
von Wachenfeldt är ofta engagerad som pedagog inom främst svensk folkmusik, både inom Sverige och utomlands. Han har samarbetat med en rad alternativa pop- och rockmusiker såsom Sol Skugga och Leo Flavum samt författare, exempelvis Eric Hellman, med vilken han driver det experimentella multigenreprojektet Lodge Doom med. Han har även medverkat som musiker och arrangör med artister som Yohio, Åsa Jinder, Entombed och Grave.
von Wachenfeldt har erhållit stipendium ur Eric Östs minnesfond, Zornmärket i silver (riksspelman), vunnit tävlingen Årets spelmanslåt (Låt-SM) samt Samspelsmedaljen i guld.

## Diskografi
- 1997 – De Tveksamma – Split-CD med Julie Laughs No More (Humla Produktion)
- 2000 – De Tveksamma – De Tveksamma perform songs about Old Nick and other friends (Hanndom productions)
- 2003 – Tystnaden bryts (Verbum)
- 2009 – Lodge Doom – The Walpurgis session (Senza Vib)
- 2009 – Sol Skugga – Gardenia (Accented)
- 2009 – Sol Skugga – Fairytales and Lullabies (Accented)
- 2010 – Thomas von Wachenfeldt (Solo) – Malleus Clericum - Hinslåtar, Näckvalser och Häxdanser (Senza Vib)
- 2011 – Lodge Doom – Visions of Dunkelheit (Senza Vib)
- 2011 – Rimthurs - Svartnar (Depressive Illusions Records)
- 2011 – Åsa Jinder – Du rör min själ
- 2011 – Åsa Jinder – Det hände i Hårga
- 2011 – John Daniel – Nu är när det händer (Safe & Sound)
- 2013 – Roger Karlsson – Tecken & spår (Beat Butchers)
- 2013 – Yohio – Himlen är oskyldigt blå (Ninetone Records)
- 2013 – Wachenfeldt – Colophon (Sliptrick Records)
- 2013 – Grave – Morbid Ascent (Century Media)
- 2014 – Yohio – Together We Stand Alone (Ninetone Records)
- 2014 – Black Jack (musikgrupp) – Nakna på balkongen (Atenzia)
- 2015 – Ereb Altor – Nattramn (Cyclone Empire)
- 2015 – Wombbath – Downfall Rising (Dark Descent Records)
- 2015 – Yohio – Snöängelns rike (Keios Entertainment/Sony)
- 2017 – Roger Karlsson – Gubbjävelvärld (Beat Butchers)
- 2018 – Thomas von Wachenfeldt – Brudlåtar (Senza Vib Konst & Musik AB)
- 2018 – Jan Johansen – Midvinterns stjärna (JJ Records)
- 2018 – Wachenfeldt – The Interpreter (Threeman Recordings/Sound Pollution)
- 2018 – Entombed – Clandestine Live (Threeman Recordings/Sound Pollution)
- 2018 – Yohio – Merry go around (Keios Entertainment/Rehn Music Group)
- 2018 – Yohio – Tick Tack (Genius) (Keios Entertainment/Rehn Music Group)
- 2019 – Yohio – My Nocturnal Serenade (Keios Entertainment/Rehn Music Group)
- 2020 – Yohio – Daydreams (Keios Entertainment/Rehn Music Group)
- 2020 – Thomas von Wachenfeldt – Arvet efter Pelle Schenell (Senza Vib Konst & Musik AB)
- 2020 – Hulkoff – Pansarfolk (Faravid Recordings)
- 2020 – Wombbath – Choirs of the Fallen (Transcending Obscurity)
- 2020 – Wombbath – Tales of Madness (Transcending Obscurity)
- 2021 – Sofia Jannok – Lavvú (Songs to Arvas)
- 2021 – Hulkoff – Ragnarök (Faravid Recordings)
- 2022 - Wachenfeldt – Faustian Reawakening (Threeman Recordings/Sound Pollution)